# 플러버 (영화)
《플러버》(영어: Flubber)는 1997년 공개된 미국의 SF 코미디 영화이다. 《건망증 선생님》(1961)의 리메이크로, 레스 메이필드가 감독하고 존 휴스와 빌 월시가 각본을 담당했으며 월트 디즈니 픽처스가 제작했다. 로빈 윌리엄스, 마샤 게이 하든, 크리스토퍼 맥도널드, 테드 러바인, 레이먼드 J. 배리, 클랜시 브라운 등이 실물 출연하고 조디 벤슨 등이 목소리 출연하였다. 건망증이 심한 대학 교수가 플러버라는 탄성이 강한 물질을 만들어 내면서 생기는 일련의 사건을 다룬다.
이 영화는 평론가들로부터 부정적인 평가를 받았으며 8천만 달러의 제작비를 들여 1억 7천 8백만 달러의 수익을 거뒀다.

## 줄거리
메이필드 대학의 교수 필립 브레이너드는 건망증이 심한 매드 사이언티스트다. 필립은 대학의 재정 문제를 해결하기 위해 새로운 에너지원을 연구하고 있다. 평소와 같이 대학에 출근한 필립은 그의 약혼녀이자 대학의 총장인 세라를 만난다. 세라와 필립은 결혼을 하려 했지만 필립이 결혼식 날짜를 까먹는 바람에 앞선 2번의 결혼식을 올리지 못했다. 세라는 이번이 마지막이라며 오늘 있을 결혼식은 반드시 늦지 말 것을 강조한다. 그날 오후 대학의 한 강의실에서 실험을 하고 있던 필립에게 윌슨이 찾아온다. 윌슨은 필립의 여러 연구를 훔쳐 성과를 냈던 전적이 있어 필립은 그를 반기지 않는다. 윌슨은 필립에게 이번엔 그의 약혼녀를 빼앗겠다며 필립을 조롱한다. 필립은 농담으로 받아치고 집으로 돌아간다.
집으로 돌아온 필립은 자신의 로봇 조수인 위보와 대화하다가 문득 어떤 아이디어를 떠올리고 실험을 진행해 새로운 물질을 발명하는 데 성공한다. 마구 튀어오르는 성질의 이 새로운 물질은 녹색의 젤리 형태로 엄청난 탄성과 운동 에너지를 가졌다. 필립은 이 물질이 날아다니는 고무공과 비슷하다고 하여 플러버라고 이름 붙인다.
필립은 방사성 동위 원소를 이용해 플러버를 통제하는 데 성공한다. 그제서야 필립은 손목 시계 알람을 확인하고 결혼식에 늦지 않았다고 안도하지만 위보가 결혼식 다음 날 아침의 시각이라고 말해준다. 한편, 결혼식장에서 필립을 기다리던 세라는 결국 윌슨의 배웅을 받으며 집으로 돌아간다. 다음 날 필립은 세라에게 사과하러 찾아가 플러버를 보여주며 대학의 재정 문제를 해결할 수 있다고 말해보지만 화가 난 세라는 필립의 말을 믿지 않는다.
메이필드 대학에 후원금을 대던 체스터는 필립이 아들 베넷의 화학 과목에 낙제점을 준 사실을 알게 된다. 체스터는 아들을 하버드 경영대학원에 보내기 위해 성적을 쉽게 받을 수 있는 메이필드 대학에 후원을 하고 있었다. 웬만한 방법으로 필립을 설득할 수 없다는 말을 들은 체스터는 부하인 스미스와 웨슨을 시켜 필립의 약점을 찾아보라고 주문한다. 지시를 받고 필립의 집에 간 스미스와 웨슨은 지하실에서 실험을 하고 있는 필립을 엿본다. 필립은 골프공과 볼링공에 플러버의 고형 크림을 발라 운동성을 실험하고 있었다. 마구 튕기던 골프공과 볼링공은 지하실 창문을 나가 스미스와 웨슨의 머리에 명중한다. 필립은 아무런 낌새도 느끼지 못한다.
실험을 계속하던 필립은 자동차의 가속 장치에 플러버를 이용하는 방법을 고안한다. 필립은 자신의 차 포드 선더버드를 개조해 날 수 있게 만들고, 위보와 함께 이를 타고 드라이브를 나서 세라의 집으로 간다. 세라의 집에 도착한 필립은 세라가 집 테라스에서 윌슨과 와인을 마시며 대화하고 있는 모습을 목격한다. 윌슨은 세라에게 곧 있을 대학간 농구 시합에서 데이트를 걸고 내기를 제안한다. 필립은 세라의 지붕 위에서 그 대화를 몰래 듣고 집으로 돌아간다.
집으로 돌아온 필립을 위보가 위로하지만 필립은 컴퓨터가 아닌 사람의 영역이라며 위보가 이해하기 쉽지 않을 거라 한다. 잠든 필립을 위로하기 위해 위보는 홀로그램으로 가상 아바타인 실비아를 만들어 필립에게 다가간다. 그러나 부끄러움을 느끼고 코앞에서 그만두고 필립이 잠에서 깨기 전에 도망가 잠든 척 한다. 필립은 문득 깨어나 농구 시합에 플러버를 활용하는 방법을 떠올린다.
필립은 농구 시합 전 선수들의 신발에 플러버를 도포한 압정을 발라둔다. 하프타임 이후 플러버의 효과가 나타나기 시작하고 메이필드 대학 농구팀은 러틀랜드 대학 농구팀과의 시합에서 역전승을 거둔다. 시합이 끝난 뒤 필립은 세라를 찾아가 플러버의 성과라고 말해보지만 세라는 그의 말을 믿지 않는다. 낙담한 필립은 집으로 돌아와 위보 앞에서 세라를 향한 사랑을 독백한다. 필립이 잠든 사이 위보는 몰래 세라의 집을 찾아가 녹화한 필립의 독백을 보여준다. 필립의 진심을 느낀 세라는 필립을 찾아간다. 필립과 세라는 개조한 포드 선더버드를 타고 구름 위에서 달을 보며 데이트를 즐긴다. 세라는 플러버 기술이 대학의 재정 문제를 해결할 수 있을 거라며 기뻐한다. 데이트가 끝나고 집에 돌아온 둘은 집에 몰래 들어와 있던 체스터 부자와 부하들을 만난다. 체스터는 대학의 재정 문제를 빌미로 플러버 기술을 팔라고 제안한다. 필립과 세라는 거절한다.
다음 날 필립과 세라는 포드사를 찾아가 플러버 기술을 팔기로 계약한다. 둘이 집을 비운 사이 스미스와 웨슨이 필립의 집에 침입해 플러버를 훔쳐간다. 위보가 저지해보려 하지만 웨슨이 휘두른 야구방망이에 맞아 나가떨어진다. 집에 돌아온 필립과 세라는 난장판이 된 집 상태와 망가진 위보를 발견한다. 필립이 위보를 들어올리자 위보는 화면에 황새라는 단어를 표시하고 완전히 고장난다. 우연적으로 만들어진 위보를 다시 만들 자신이 없던 필립은 슬퍼한다. 그런 필립에게 세라는 위보의 마지막 화면을 단서로 파일을 찾아보자고 한다. 필립의 컴퓨터에서 찾은 황새라는 폴더에는 위보가 남긴 여러 개선점을 반영한 설계도와 실비아를 이용한 홀로그램 영상 편지가 있었다.
집을 정리한 필립과 세라는 체스터의 집을 찾아가 대학의 재정 관련 이야기로 주의를 끈 뒤 플러버를 보여달라고 한다. 플러버가 보관되어 있는 2층 서재에 가자 윌슨이 체스터를 위해 플러버를 분석하고 있었다. 필립은 원격 조종 장치로 창문 밖에 대기시켜 둔 자동차의 전조등으로 플러버를 활성화시킨다. 플러버는 마구 튀어올라 체스터의 집을 난장판으로 만든다. 미리 플러버를 손과 신발에 발라둔 필립과 세라는 체스터와 부하들을 피해 플러버를 되찾는 데 성공한다.
필립은 포드사에 플러버 기술을 판 돈으로 메이필드 대학의 재정 문제를 해결한다. 이어 위보의 설계도를 바탕으로 만든 위벳을 통한 영상 통화로 세라와 결혼식을 올린다. 결혼식을 올린 둘이 위벳과 함께 차를 타고 하와이로 신혼여행을 떠나며 영화가 끝난다.

## 출연

### 실물
- 로빈 윌리엄스 - 필립 브레이너드 역
- 마샤 게이 하든 - 세라 진 레이놀즈 역
- 크리스토퍼 맥도널드 - 윌슨 크로프트 역
- 레이먼드 J. 배리 - 체스터 호니커 역
- 클랜시 브라운 - 스미스 역
- 테드 러바인 - 웨슨 역
- 윌 휘턴 - 베넷 호에니커 역
- 스콧 마이클 캠벨 - 데일 제프너 역
- 이디 매클러그 - 마사 조지 역
- 샘 로이드 - 윌리 바커 감독 역
- 밥 살랏 - 러틀랜드 대학 농구팀 감독 역

### 목소리
- 조디 벤슨 - 위보 역
  - 레슬리 스테펀슨 - 위보의 홀로그램 인간형 실비아 역
- 줄리 모리슨 - 위벳 역
- 스콧 마틴 거신 - 플러버 역

## 우리말 녹음
KBS 성우진 (2000년 11월 25일)
- 배한성 - 필립 교수 (로빈 윌리엄스)
- 정옥주 - 세라 (마샤 게이 하든)
- 김세한 - 윌슨 (크리스토퍼 맥도널드)
- 김규식 - 체스터 (레이먼드 J. 배리)
- 강연숙
- 한수경
- 이진화
- 유영환
- 윤기황
- 김익태
- 박상훈
- 서문석
- 임아영
- 류다무현